# Anne Katrin Sjølie
Anne Katrin Sjølie (30. november 1943 i Gävle – 19. januar 2013) var en dansk øjenlæge, dr.med. og professor.
Sjølie var født i Sverige og voksede op i Norge. I 1964 kom hun til København for at begynde på medicinstudiet og blev cand. med. 1971. Hun forskede i øjets sygdomme, fysiologi og anatomi og påviste i sin banebrydende doktordisputats fra 1985, Ocular complications in insulin treated diabetes mellitus. An epidemiological study, at henved 30 procent af alle diabetes-1-patienter ville blive blinde som konsekvens af sukkersygen. Hun fortsatte kampen mod blindhed som formand for Dansk Oftalmologisk Selskab og som bestyrelsesmedlem i European Association for Diabetic Eye Complications.
I 1984 blev hun overlæge ved Odense Universitetshospital og blev senere professor sammesteds. Fra Velux Fonden modtog hun 5 mio. kr. til "Femårig forskningsindsats vedrørende forebyggelse af blindhed og synstab ved sygdomme i nethinden".
Hun var medforfatter til lærebogen Praktisk oftalmologi på Gads Forlag.